# Bogatyr´ (obwód kurski)
Bogatyr´ (ros. Богатырь) – chutor w zachodniej Rosji, w sielsowiecie bielajewskim rejonu konyszowskiego w obwodzie kurskim.

## Geografia
Miejscowość położona jest w dorzeczu Wandarieca (lewy dopływ Swapy), 4,5 km od centrum administracyjnego sielsowietu (Bielajewo), 17 km na północny zachód od centrum administracyjnego rejonu (Konyszowka), 80 km na północny zachód od Kurska.
W chutorze znajdują się 4 posesje.
Klimat
Miejscowość, jak i cały rejon, znajduje się w strefie klimatu kontynentalnego z łagodnym ciepłym latem i równomiernie rozłożonymi opadami rocznymi (Dfb w klasyfikacji klimatów Köppena).

## Demografia
W 2010 r. chutora nikt nie zamieszkiwał.